# Sadali
Sadali (en sard, Sàdili) és un municipi italià, dins de la província de Sardenya del Sud. L'any 2007 tenia 1.054 habitants. Es troba a la regió de Barbagia di Seùlo. Limita amb els municipis d'Esterzili, Nurri, Seui (OG), Seulo i Villanova Tulo.

## Administració
| Període | Identitat     | Partit        |
| ------- | ------------- | ------------- |
| 2006-   | Ubaldo Meloni | Llista cívica |